# Pseudochazara thelephassa
Pseudochazara thelephassa — дневная бабочка из семейства Бархатниц.

## Этимология названия
Telephassa (греческая мифология) — Телефасса, жена Агенора, мать Европы, Кадма, Феникса и Киликса, отправившаяся вместе с сыновьями на поиски украденной Зевсом Европы.

## Описание
Длина переднего крыла самцов 24—27 мм, самок 26—29 мм. Передние крылья серо-коричневые, с широкой охристо-жёлтой перевязью, пересекаемой тёмными жилками, которая занимает около 1/3 ширины крыла. На фоне перевязи находятся два глазчатых пятна с белыми центрами и две белые точки. Переднее крыло на нижней стороне охристо-жёлтого цвета в срединной части, с аналогичными верхней стороне глазчатыми пятнами и белыми точками и коричневым рисунком. Бахромка крыльев белого цвета. Заднее крыло с волнистым внешним краем. Его окраска серо-коричневая с тусклой охристо-жёлтой перевязью, на фоне которой в располагается 1—2 мелких белых пятна. На нижней стороне заднее крыло белесовато-серого цвета, с рисунком, образованным тонкими коричневыми штрихами, изломанной и волнистой линиями. Окраска самки несколько светлее, чем у самцов с более широкими охристо-жёлтыми перевязими.

## Ареал
Средняя Азия, Малая Азия, Афганистан, Пакистан, Ближний Восток, Иран. В Закавказье бабочки населяют сухие редколесья, участки с нагорно-ксерофильной растительностью, полупустыни и степи, горные степи на высотах от 500 до 2000 метров над уровнем моря..

## Биология
Развивается в одном поколении за год. Время лёта бабочек с апреля по июнь. Кормовые растения гусениц — злаки.